# جو بي مارتينيز
جو بي مارتينيز (بالإنجليزية: Joe P. Martinez)‏ هو عسكري أمريكي، ولد في 27 يوليو 1920 في تاوس في الولايات المتحدة، وتوفي في 26 مايو 1943 في جزر ألوتيان في الولايات المتحدة.